# 溪仔墘 (學甲區)
溪仔墘是臺灣臺南市學甲區的一個傳統地域名稱，是舊時學甲十三庄下社庄頭中的角頭聚落之一，因早年有小溪流經由此地流入將軍溪，且此地居民沿著溪岸邊築屋而居，故便將此地稱為「溪仔墘」，然而現在已完全不見任何溪的相關景象。宗教方面屬學甲慈濟宮八個選區中的下角選區，而行政區目前則屬學甲區仁得里。 

## 地理位置
聚落位在學甲市區的慈濟宮南邊，於學甲市區的中正路與建國路交叉附近，約略在今日聯合生鮮一帶的商店區，早期原為將軍溪支流的溪畔之一小區域。 

## 聚落脈絡
一般說的「學甲」是指學甲市區較為熱鬧的區域，其範圍包括了 : 後社、下溪洲仔（彭城）、七塊厝（煥昌）、中角謝、中角羅、中社角、溪仔墘、三角仔、縣內角、宅口、下社角、東寮、東竹圍仔、新寮以及頂山寮等角頭，且溪仔墘聚落也包含在其中。  
溪仔墘，乃雍正年間（1723-1735）中國福建「泉州府南安縣內芝鄉溪仔尾 25 都」，賴氏先祖賴承宗迎請謝府四元帥護佑來臺所拓墾之地，聚落位在學甲市區南邊約今日的建國路一帶，其原來的區域為將軍溪一個小支流的溪畔之地。    據說，昔日此地是鎮公所至慈濟宮廟前的一條小水溝，然而卻是學甲居民俗稱的鯉魚濺水吉穴。然而，賴氏來臺時初始並非即落腳於溪仔墘，而是先到今將軍鄉的馬沙溝，之後再徙遷此地，其後，祖籍於中國福建泉州府晉江縣城內金銀巷四角井（金魚巷）的謝姓先祖謝維良，在遷籍漳州府龍溪縣劉瑞堡二八都岑兜社（琴山）後，其第4世後人謝勃、謝勝助、謝質、謝枝、謝當、謝漢臣等兄弟入墾於此，之後人們稱之為「謝六房」。 
賴、謝兩姓雖先後移墾於學甲庄頭，只是因兩者墾居學甲的時間較晚，僅能落腳於學甲庄頭最南部的溪仔墘區域，然因此地區位於地點條件最差的溪邊，生活與發展空間有限，故而雖落腳經一段時日之後，兩氏的後代便又紛紛向其它地區遷移。 傳聞賴承宗在此雖生有5子，然至遲可能於乾隆初年，其第 2、3代起便又開始有移居它地區  大房賴同其後人多仍居於祖地溪仔墘，惟部分孫輩則遷墾至中草坔、溪底寮、大塭寮和外塭仔等地，2房賴英與3房的賴合，其後人除遷墾於下草坔外，有的更遠至臺南、高雄、臺東等地發展，4房賴贊後人則多流於祖地，僅部分遷墾於官田區的渡仔頭，5房賴旺多遷居於下草坔、北勢寮甚至臺南市等地。 同樣基於生活與發展問題，謝姓後人雖也有外移者然時間上卻晚於賴姓，謝姓在落腳溪仔墘歷經六、七代（約有120-140年）之後，至晚也在同治9年（1870）開始向外地移墾。約在同治至光緒初年（1862-1880年），謝氏便開始自溪仔墘移居到下草坔定居，而也有些移居至東竹圍，大略分布於下社、宅口等庄頭的東側，其中移居下草坔的謝姓氏又與來自中社謝姓族人，加上早即移居的賴姓，在此地繁衍發展後，今日下草坔已是草坔聚落中最大的庄頭。再者，現今山寮庄內最大姓亦為謝姓，其來自於兩個不同的祖源，一是祖籍中國福建漳州府龍溪縣的謝傑派下，另一便是由溪仔墘一帶屬於謝維良祖派下的謝姓族人，而今日在溪仔墘尚留有謝姓的公業地仔，約莫上留下5分地，惟因人口複雜已無法分割，其中山寮謝姓持份約佔160幾坪。

## 交通
174號線道路在8K+500M 路標為「學甲」，而這個地名標示所指的乃是「學甲市區」，其涵蓋範圍大抵西起信義路，東至中華路（東外環），北起三連路，南至寶發路（南外環），面積約4平方公里，傳統角頭各據一方，若以學甲慈濟宮為中心，可細分為：東、南、西、北、中等五個庄頭聚落。其中，東邊有下社角（白礁宮）、宅口（興太宮）、東竹圍仔等庄頭聚落，西邊有三角仔（清保宮）、中角謝（太慈宮）等庄頭聚落，南邊則為縣內角（太安宮）、周姓角、溪仔墘（慶安宮）等庄頭聚落，北邊就是後厝仔角（錦繡角；田龍館）、七塊厝（煥昌；文衡殿）、新寮（普濟宮）等庄頭聚落，中央則屬大廟（慈濟宮）、宮後角（觀音殿）、謝姓角、羅姓角、中社（宋江館）等庄頭聚落，而這裡所說的大廟，即為學甲當地人對慈濟宮的稱呼，也就是所謂的「公廟」意思。  

## 宗教
主祀謝府四元帥的慶安宮為溪仔墘聚落的角頭廟宇，另也同祀福德正神、註生娘娘、黑虎將軍等神祇，乃是賴姓先祖賴承宗自中國福建泉州府南安縣內芝鄉溪仔尾 25 都所迎請，來臺初期奉於將軍區馬沙溝。惟因其後族人紛紛移墾至溪仔墘與下草坔等地，兩地不時會有迎神往來的祭祀活動，在因迎請有諸多不便之故，於是於昭和元年（1926年）時，在庄內族人賴華的商議後，眾人決議將謝府四元帥與烏令旗留在下草坔，香爐、鯊魚劍及黑虎將軍留在溪仔墘，之後再迎請謝府四元帥香火重雕謝府五元帥金身奉祀，且一開始是以跋爐主方式來輪祀，直至1991年方開始創建慶安宮供奉。至於歲時慶典，則以謝府五元帥誕辰日的農曆5月初5前周日為廟慶日，也因廟方不與他廟交陪之故，所以僅角頭自行祭祀慶賀。  

## 宗祠
謝姓宗祠 : 於1993年建於南端的寶發路北處，謝姓為溪仔墘第二大姓，然其在學甲主要有3系，其一謝新凱派下 : 祖籍中國福建福州府連江縣八都曾家楊景鄉，學甲市區中角謝、七塊厝，中洲謝厝寮、過港仔（多入贅於邱姓），平和里學甲寮等謝姓屬之。其二為謝維良派下 : 祖籍中國福建泉州府晉江縣城內金銀巷四角井（金魚巷），後遷籍漳州府龍溪縣劉瑞堡二八都岑兜社（琴山），第4世謝勃、謝勝助、謝質、謝枝、謝當、謝漢臣等兄弟入墾學甲，其後稱「謝六房」，學甲市區溪仔墘、下社仔、東竹圍仔，豐和里下草坔，新達里山寮（部分）等謝姓屬之。其三則是謝傑派下 : 祖籍中國福建漳州府龍溪縣」新達里山寮（部分）、瓦寮等謝姓屬之。謝姓族人於祠堂內每年祭祖有春秋2祭，春祭於清明節當日，至於冬季則是於冬至前的週日舉行。
至於賴姓，雖是溪仔墘第一大姓，惟其宗祠乃建於下草坔麻學路三段，初建於日昭和9年（1934），而今之風貌則為1978年所重建。 

## 圖集

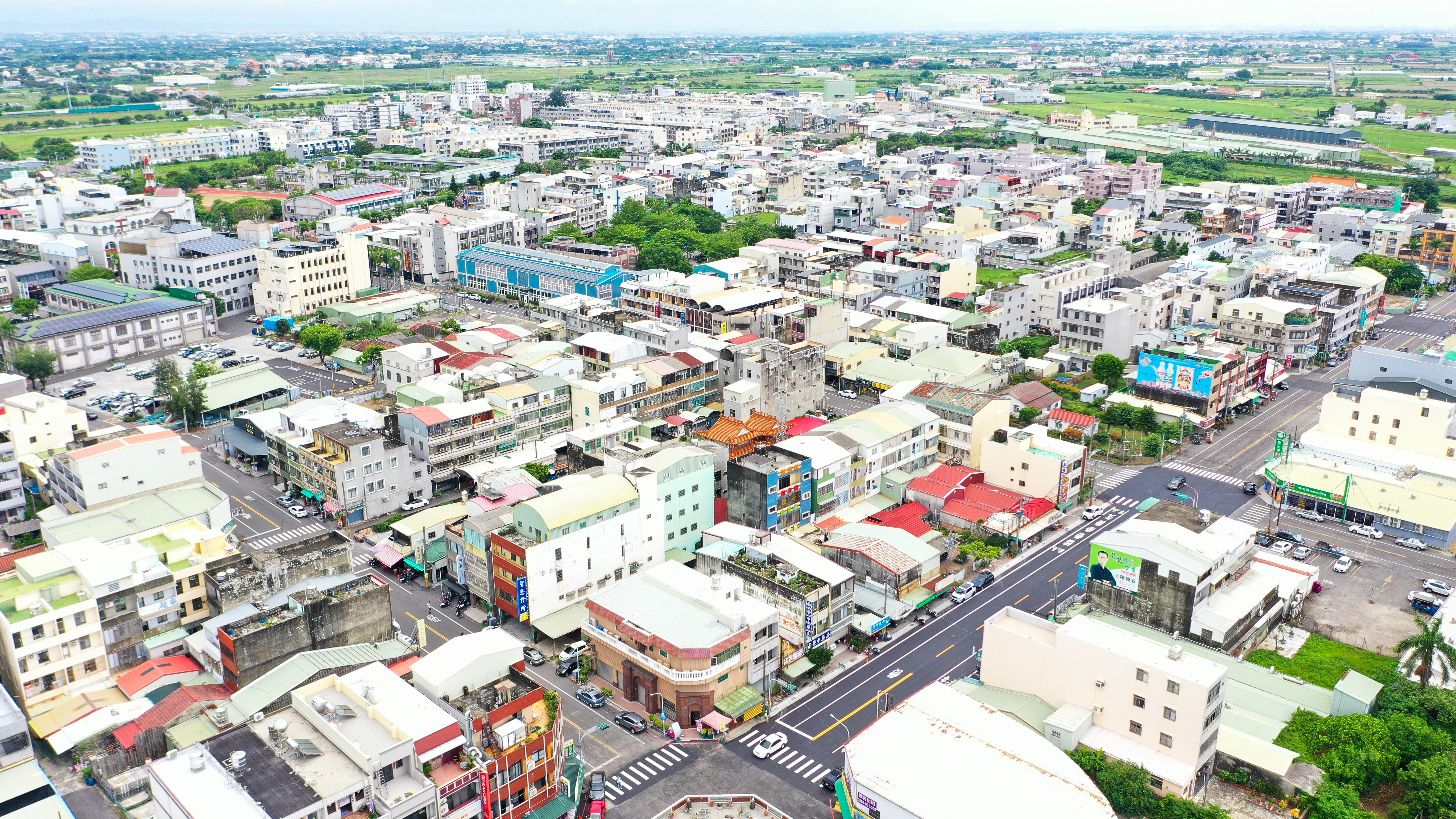
學甲溪仔墘-聚落空照
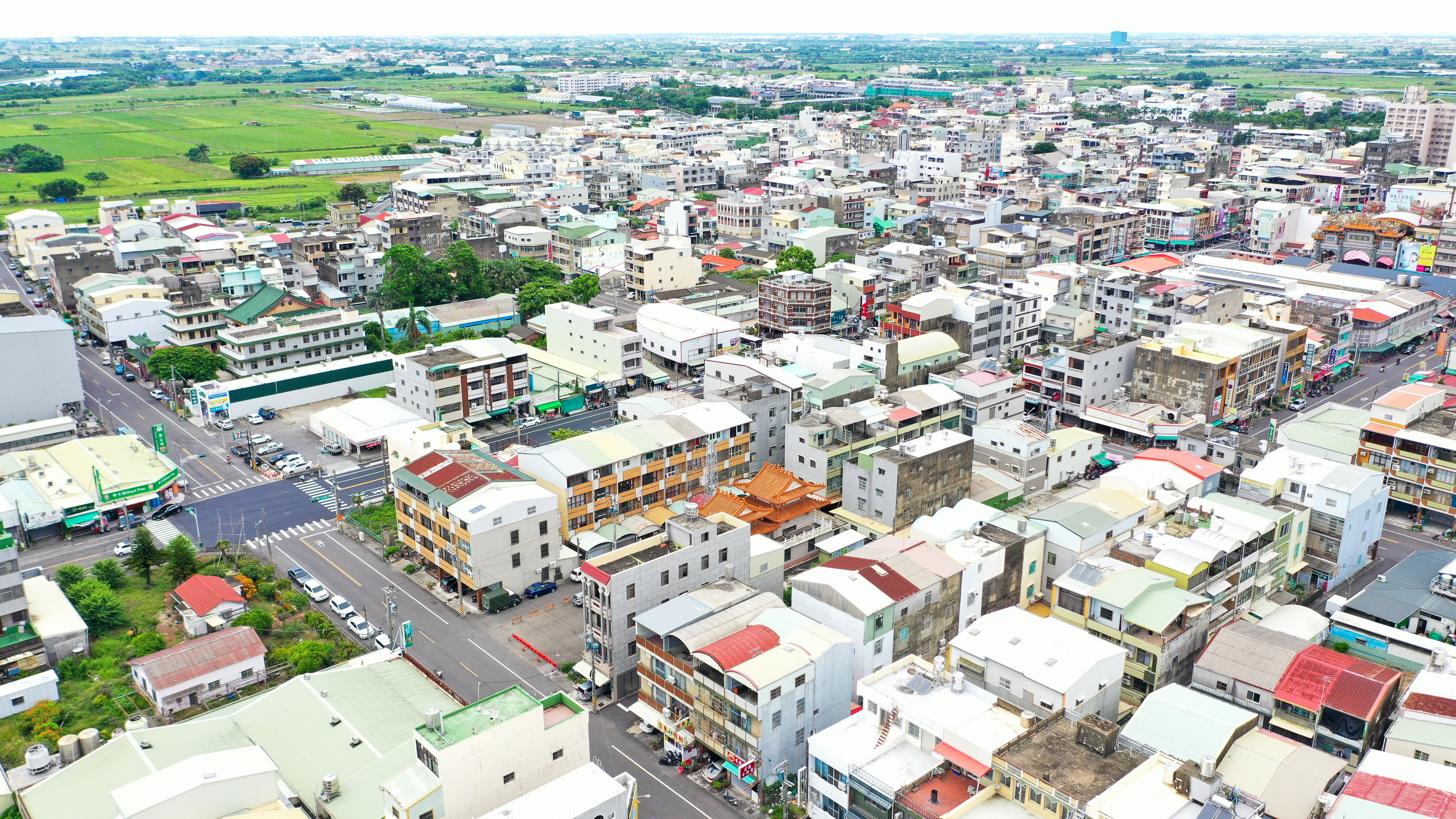
學甲溪仔墘-屋舍空照
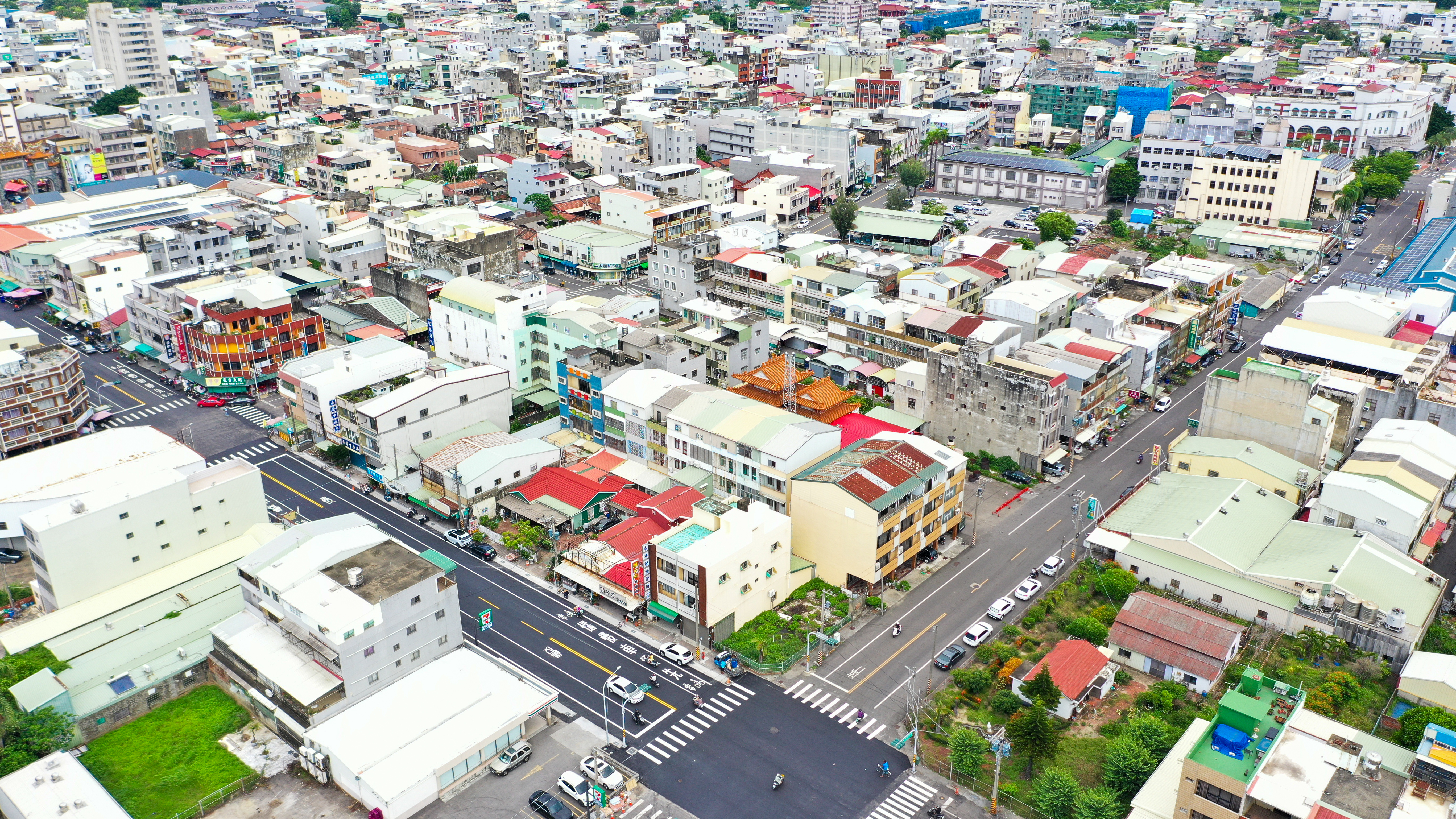
學甲溪仔墘-主要道路